# Bromelia balansae
Espèce
Classification phylogénétique
Synonymes
- Bromelia argentina Baker
- Karatas guianensis Baker

Bromelia balansae est une espèce de plantes à fleurs de la famille des Bromeliaceae. C'est une plante tropicale originaire d'Amérique du Sud.

## Synonymes
- Bromelia argentina Baker[1] ;
- Karatas guianensis Baker[1].

## Distribution
L'espèce se rencontre largement du nord au sud de l'Amérique du Sud, notamment en Colombie, Bolivie, Brésil, Argentine et Paraguay.

## Description
L'espèce est hémicryptophyte.